# Aquilaria malaccensis
El calambac de la India, aloe leño de Cochinchina, garo de Malaca, leño aloes de Cochinchina o palo del águila (Aquilaria malaccensis) es una especie de planta perteneciente a la familia Thymelaeaceae.

## Taxonomía
Aquilaria malaccensis fue descrita por Lam. y publicado en Encyclopédie Méthodique, Botanique 1(1): 49. 1783. (2 Dec 1783).
Sinonimia
- Agallochum malaccense (Lam.) Kuntze
- Aloexylum agallochum Lour.
- Aquilaria agallochum (Lour.) Roxb. ex Finl.
- Aquilaria moluccensis Oken
- Aquilaria secundaria Rumph. ex DC.
- Aquilariella malaccensis (Lam.) Tiegh.[4]